# Порт Ломоносов
59°55′26″ пн. ш. 29°46′25.3″ сх. д. / 59.92389° пн. ш. 29.773694° сх. д.

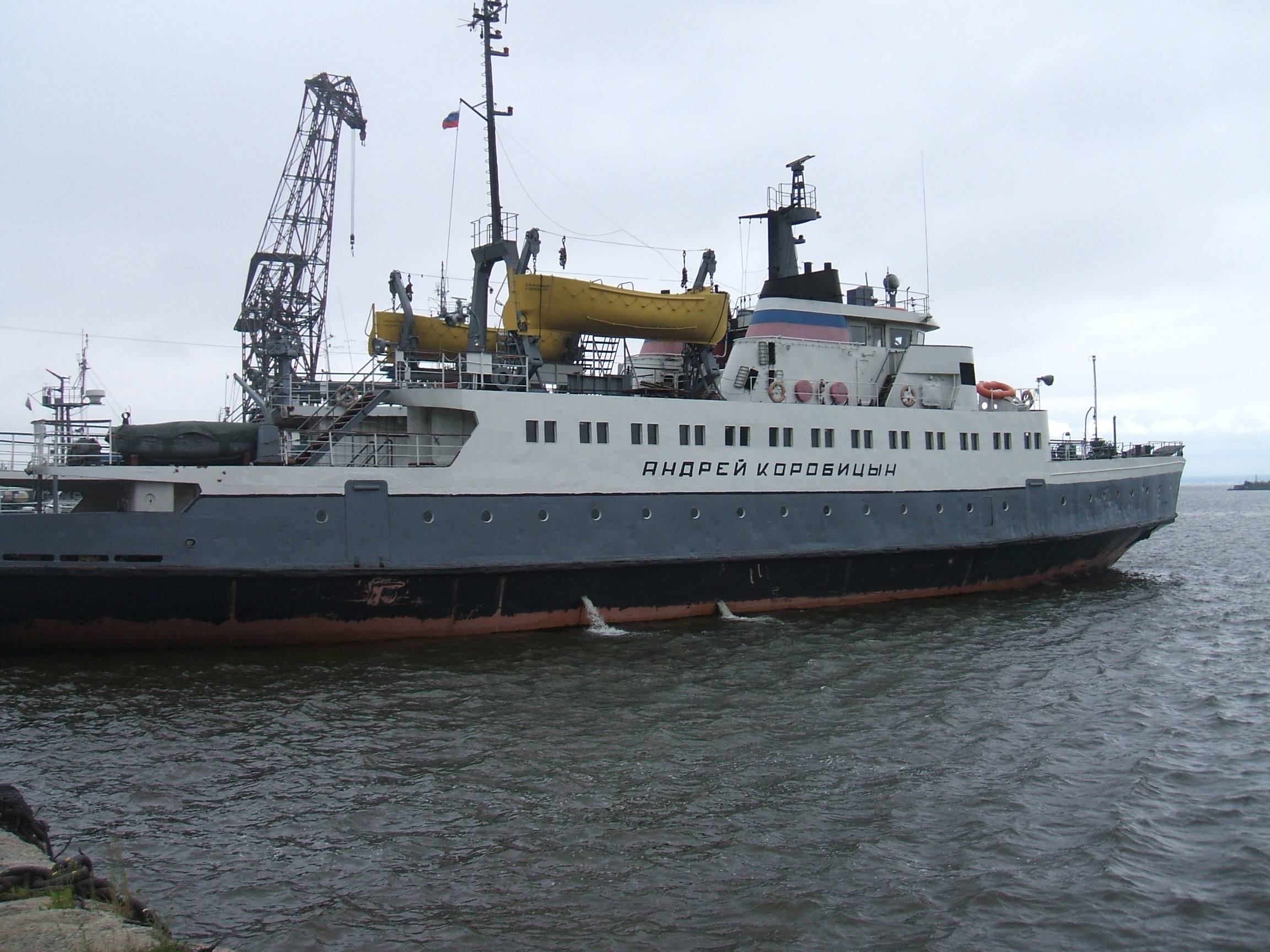
Паром «Андрій Коробіцин» в порту Ломоносов

Порт Ломоносов — пасажирський та вантажний порт на південному березі Невської губи Фінської затоки у місті Ломоносов (Петродворцовий район Санкт-Петербурга).

## Опис
Гавань порту захищена від відкритої водної акваторії двома молами. Сполучення з Санкт-Петербурзьким морським каналом здійснюється за допомогою Ломоносовського підхідного каналу завдовжки 17 км, завширшки 70 м та глибиною, що допускає проходження суден з осадкою до 7,0 м.
У порту діє портово-технологічний комплекс «Оранієнбаум», що включає причали № 22, 23, 27 і 28 загальною протяжністю близько 500 м і глибиною підходу до 7,0 м. Для здійснення вантажних робіт використовуються плавучі, гусеничні та автомобільні крани вантажопідйомністю до 25 тонн та автонавантажувачі. Загальна площа критих складських приміщень сягає 1200 м², відкритих — 8500 м².
Основу вантажообігу порту складають лісні вантажі. Переробляються також добрива в тарі та метали. Ведеться будівництво нового вантажного терміналу, який дозволить значно збільшити обсяг вантажообіг.
Військова гавань використовується для базування військових та гідрографічних суден
Обслуговується порт залізничними станціями Оранієнбаум II та Бронка Жовтневої залізниці.